# Cyaniris antecimon
Cyaniris antecimon är en fjärilsart som beskrevs av Ruggero Verity 1943. Cyaniris antecimon ingår i släktet Cyaniris och familjen juvelvingar. Inga underarter finns listade i Catalogue of Life.